# Gosfilmofond Russlands
Gosfilmofond Russlands (russisch Госфильмофонд России, Gosfilmofond Rossii) ist das „Staatliche Filmarchiv Russlands“. Das Filmarchiv dient der Bewahrung, Erhaltung, Verbreitung und Erforschung des kulturellen Filmerbes. Mit rund 65.000 Filmen stellt Gosfilmofond eine der weltweit größten Filmsammlungen dar. Die Sammlung des Staatlichen Filmarchivs Russlands umfasst neben Spiel- und Dokumentarfilmen auch ungeschnittenes historisches Filmmaterial, Fachliteratur, Drehbücher, Zensurkarten, Filmposter, Filmkritiken und hunderttausende Filmfotos.
Gosfilmofond richtet jährlich das auf Retrospektiven spezialisierte „Belyje Stolby-Festival“ aus. Das Filmarchiv ist Mitglied der Fédération Internationale des Archives du Film (FIAF) und kooperiert mit anderen internationalen Filmarchiven und Filmfestivals. Es befindet sich auf einem 170 Hektar großen Areal in Belyje Stolby, einer der Stadt Domodedowo eingemeindeten Siedlung im Süden der Oblast Moskau.

## Geschichte
Eine Vorläuferinstitution von Gosfilmofond war das 1926 gegründete „Zentrale Staatsarchiv der UdSSR für Film- und Fotodokumente“ in Moskau (heute als „Russisches Staatsarchiv für Film- und Fotodokumente“ in Krasnogorsk ansässig). Im Auftrag des Zentralkomitees der Kommunistischen Partei der Sowjetunion entstand 1936/37 eine neue Institution für die Archivierung sowjetischer Filme in der Siedlung Belyje Stolby in der Oblast Moskau. Seit den späten 1930er Jahren erhielt das Filmarchiv eine Kopie von jedem in der Sowjetunion produzierten Film, darunter teilweise auch Filmversionen, die von den offiziellen Kinofassungen abwichen. Während des Zweiten Weltkriegs wurde das Filmarchiv vorübergehend ausgelagert. Nach dem Ende des Weltkriegs erhielt das Filmarchiv zwei Lastwagenladungen deutscher und internationaler Filme aus Beständen des ehemaligen Reichsfilmarchivs als sowjetische Kriegsbeute. Nach ihrem Einmarsch in Berlin im April 1945 hatten die sowjetischen Truppen zunächst alle Filmmaterialien des Reichsfilmarchivs beschlagnahmt. Der genaue Umfang und Zeitpunkt der Transporte der Beutekunst in die Sowjetunion sind unbekannt.

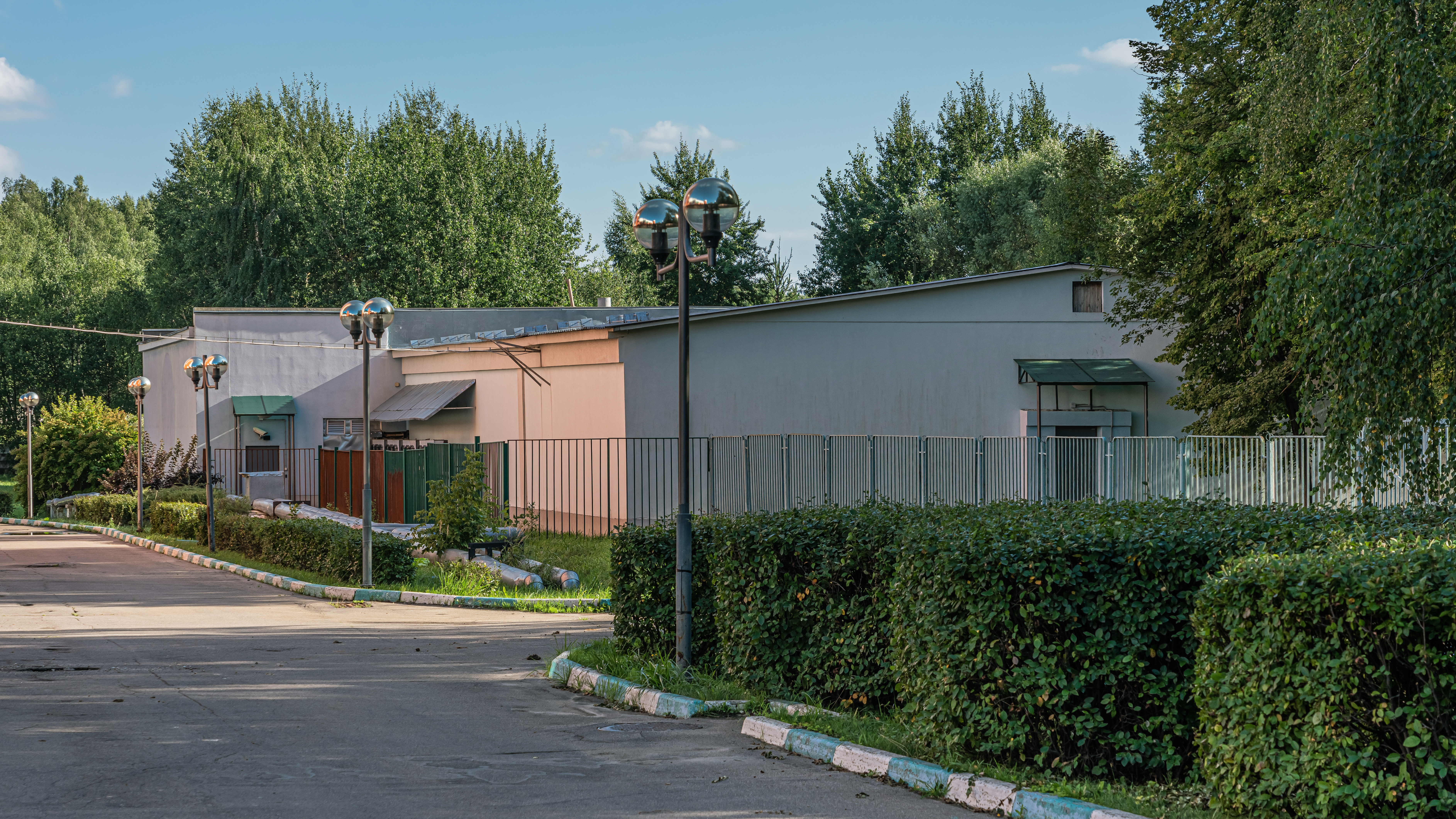
Eines der Archivgebäude

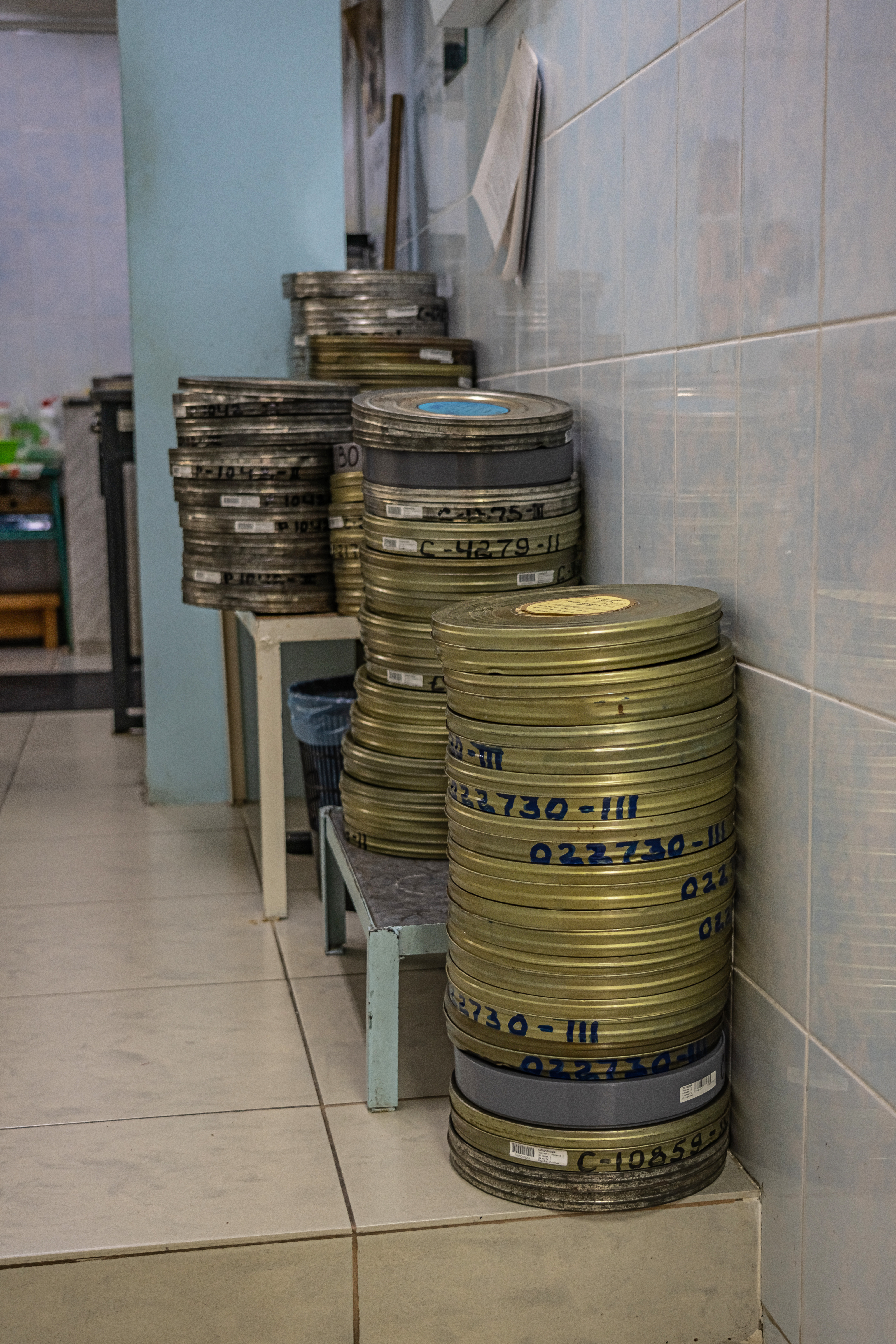
Montagewerkstatt

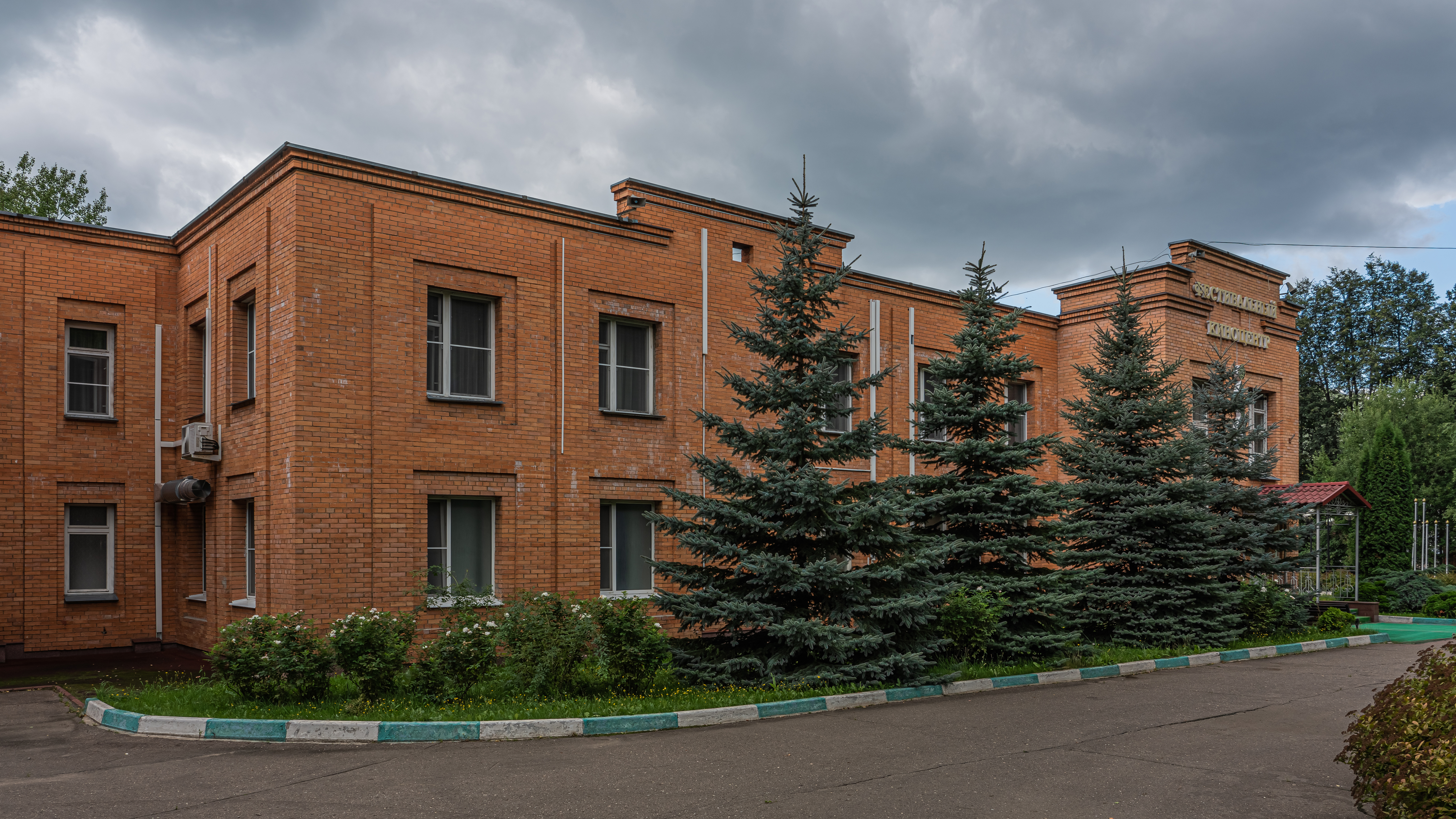
Festivalzentrum

Im Oktober 1948 wurde die Einrichtung umgewandelt und erhielt per ministeriellem Erlass die Bezeichnung Gosfilmofond der UdSSR, Staatsarchiv für Spielfilme. 1957 trat Gosfilmofond der Fédération Internationale des Archives du Film bei. Die Mitgliedschaft ermöglichte Gosfilmofond einen regulären Austausch mit den Filmarchiven anderer Mitgliedstaaten der FIAF. Zwischen 1961 und 1979 gab Gosfilmofond einen fünfbändigen annotierten Katalog aller sowjetischen Spielfilme von 1918 bis 1966 heraus, der später für folgende Jahrzehnte fortgeführt wurde. Im März 1966 eröffnete Gosfilmofond am Kotelnitscheskaja-Ufer in Moskau das Archivfilmtheater „Illusion“, das neben Filmen aus eigenen Beständen auch Vorpremieren internationaler Filme anbietet.
Gosfilmofond blieb nach dem Zerfall der Sowjetunion institutionell unversehrt, beschränkt seinen archivarischen Auftrag aber seitdem auf russische Filme und ist nicht mehr für Produktionen aus anderen ehemaligen Sowjetrepubliken zuständig. 1993 nahm Präsident Boris Jelzin Gosfilmofond – mittlerweile unter dem neuen Namen „Gosfilmofond Russlands“ – in das Einheitliche Staatsregister der Kulturerbeobjekte der Völker der Russischen Föderation auf.
Seit 1997 führt Gosfilmofond jährlich im Januar das auf Retrospektiven spezialisierte „Belyje Stolby-Festival“ durch. Bei dem Festival werden bedeutende Filme wiederaufgeführt und restaurierte und rekonstruierte Fassungen seltener Filme gezeigt. Vereinzelt werden verspätete Filmpremieren von Werken angeboten, die aus politischen Gründen nicht in die Kinos gelangt waren, oder neue Filme vorgeführt, die ausgiebig auf archivarischem Material basieren und bei denen Gosfilmofond als Koproduzent fungierte. 1998 wurde Gosfilmofond Mitglied der Association des Cinémathèques Européennes. 2007 wurde ein neues digitales Filmarchiv in Belyje Stolby errichtet.
Der Gosfilmofond verwaltet eine Sammlung von mehr als 65.000 Filmtiteln (darunter über 800.000 Filmrollen mit einer Spieldauer von mehr als 60.000 Stunden). Rund zwei Drittel des Bestands, der jährlich um rund 1.000 Filme wächst, bilden internationale Filme. Das Filmarchiv beschäftigt über fünfhundert Mitarbeiter. Besonders der leitende Filmarchivar Wladimir Dmitriew bis zu seinem Tod 2013 sowie der wissenschaftliche Kurator Petr Bagrow als dessen Nachfolger erfreuten sich in Fachkreisen eines hohen Ansehens. Bagrow verließ im November 2017 den Gosfilmofond wegen eines Konflikts mit dem Direktor.
In der Nowaja gaseta äußerten verschiedene Involvierte im Dezember 2017 Befürchtungen zum weiteren Niedergang der wissenschaftlichen Qualität des Filmarchivs, falls Nikolai Borodatschew und seinem Umkreis weiterhin die Leitung unterstellt bliebe. Borodatschew war von November 2001 bis Dezember 2017 Direktor des Gosfilmofond. Er wurde schließlich entlassen, nachdem eine Reihe von Filmschaffenden sich mit einem offenen Brief an den damaligen Ministerpräsidenten Russlands Dmitri Medwedew wendeten. „In letzter Zeit ist die Führung des Gosfilmofond ständig und gerechtfertigter Weise in der Öffentlichkeit einer Kritik unterzogen worden, für das Fehlen eines konstruktiven Dialogs mit den Filmwissenschaftlern und Filmemachern, den Verlust führender wissenschaftlicher Spezialisten, das Finanzieren teuer Projekte, die keinen Bezug zum Erfüllen der primären Aufgaben des Gosfilmofond aufweisen, sowie die kategorische Ablehnung neuerer Technologien. […] Wir meinen, dass der Moment der Wahrheit gekommen ist. Im Bezug darauf wenden wir uns mit dem Vorschlag an Sie, die Möglichkeit der Berufung eines neuen Leiters des Gosfilmofond Russland in Erwägung zu ziehen, der über die notwendigen professionellen Fähigkeiten für einen anstehenden Neustart des Golfilmofond verfügt.“
Im Januar 2018 wurde Wjatscheslaw Telnow als neuer Direktor ernannt. Sein Stellvertreter Sergej Aleksejew übernahm die Leitung im November 2018. In dieser Zeit kam es zu einer Modernisierung und Umstrukturierung des Gosfilmofond, die von der Fachwelt begrüßt wurde. Im Februar 2019 wurde, ohne Absprache mit dem Gosfilmofond, über eine Anordnung des Kulturministers Wladimir Medinski sein Stellvertreter Nikolaj Malakow – nachdem dieser in den Ruhestand gegangen war – als neuer Direktor des Gosfilmofond bestimmt. In der Folge wurde die gesamte Leitung des Gosfilmofond ausgewechselt, was in der Fachwelt scharf kritisiert wurde.